# 陳璽 (弘治舉人)
陳璽（15世紀—16世紀），字天瑞，福建福州府連江縣山藏人，明朝政治人物。

## 生平
陳璽是弘治二年（1489年）己酉科福建鄉試舉人，授思恩通判，土司岑濬強悍不法，他教化對方使其就範，獲薦調桂林通判，擴建棘圍考場，興建浮梁，士民感恩，陞眉州知州，有治行，眉州人在三蘇村為他立祠祭祀。

## 引用
1. 1 2  民國《連江縣志·卷二十三·列傳》：陳璽，字天瑞，山藏人，宏治二年鄉薦，授廣西思恩府通判，土官岑濬強悍不法，璽以德教化，馴寖就範，薦改桂林，廓棘圍，建浮梁，士民德之，遷眉州守有治行，州人為祀於三蘇村。 移綴循良